# Thelypteris chaparensis
Thelypteris chaparensis är en kärrbräkenväxtart som beskrevs av Alan Reid Smith och M. Kessler. Thelypteris chaparensis ingår i släktet Thelypteris och familjen Thelypteridaceae. Inga underarter finns listade.